# Сухаревська Ніна Павлівна
Ніна Павлівна Сухаревська (нар. 1919 — ?) — українська радянська діячка, секретар Ровенського і Кіровоградського обласних комітетів КПУ.

## Життєпис
Освіта вища. Член ВКП(б).
З 1945 (затверджена в травні 1945) по 13 листопада 1950 року — завідувачка відділу по роботі серед жінок Ровенського обласного комітету КП(б)У.
13 листопада 1950 — 1952 року — секретар Ровенського обласного комітету КП(б)У.
До січня 1963 року — завідувачка відділу шкіл Кіровоградського обласного комітету КПУ.
19 січня 1963 — 14 грудня 1964 року — секретар Кіровоградського промислового обласного комітету КПУ з питань ідеології.
14 грудня 1964 — серпень 1970 року — секретар Кіровоградського обласного комітету КПУ з питань ідеології.
Потім — на пенсії.

## Нагороди
- два ордени «Знак Пошани» (23.01.1948, 7.08.1960)
- ордени
- медалі
- Почесна грамота Президії Верховної Ради Української РСР (23.01.1969)